# Bataille de La Roullière
Guerre de Vendée
Batailles
La bataille de La Roullière a lieu le 8 septembre 1794 lors de la guerre de Vendée. Elle s'achève par la victoire des Vendéens qui prennent d'assaut le camp républicain de La Roullière, dans la commune des Sorinières. 

## Prélude
Le 8 ou le 9 mai 1794, le camp de La Roullière est établi non loin du château du même nom, près des Sorinières, au sud de Nantes, par le général Joseph Crouzat, sur ordre du général en chef Turreau. Son objectif est alors de protéger le ravitaillement en blé et les convois en provenance de Port-Saint-Père, Machecoul, Challans et Montaigu à destination de Nantes,. Rapidement, Crouzat organise plusieurs expéditions depuis ce camp. Le 10 mai, il saisit pains, chevaux et bestiaux à Vertou et au Planty. Les 17 et 18, il fait brûler les moulins et les fours de Château-Thébaud et du Bignon. Quelques jours plus tard, il incendie Geneston. Le 12 juin, il mène une expédition avec trois colonnes sur les deux rives de la Sèvre et du Maine, où il brûle dix moulins, coule sept bateaux, détruit des villages et revendique la mort d'une « centaine de brigands ». Le 22 juin, il détruit les fours et les moulins du bourg de Monnières. Début juillet, il fouille la forêt de la Freudière et la région entre le Lac de Grand-Lieu et le bourg de Basse-Goulaine. Lors de ces expéditions, des habitants, hommes, femmes et enfants, sont faits prisonniers et envoyés par dizaines sur Nantes. 
Crouzat est relevé de son commandement le 29 juillet puis il destitué le 4 août en raison de son implication dans les colonnes infernales. Il est remplacé par le général de brigade Maximilien Henri Nicolas Jacob, arrivé au camp de La Roullière le 27 juillet. 
Pendant l'été, le général en chef de l'Armée de l'Ouest Thomas Alexandre Dumas fait une tournée d'inspection des camps et note l'état déplorable dans lequel les troupes sont maintenues : « Les troupes sont en général mal armées, mal habillées, le service se fait mal, les postes ne se surveillent point. Je suis entré au camp de Chiché à Onze heures du soir sans être reconnu ». Auparavant, Jacob avait écrit le 7 août à Vimeux, le prédécesseur de Dumas, n'avoir que « peu d'armes en bon état ».
De son côté, après avoir établi son quartier-général à Belleville-sur-Vie, le général vendéen Charette décide d'attaquer le camp de La Roullière, probablement dans le but de mettre fin aux pillages et aux destructions qui risquent de laisser une partie de ses troupes sans subsistances. Une première tentative, effectuée par un de ses officiers, Pierre Rezeau, échoue le 2 septembre lors du combat des Bauches. Charette quitte quant à lui Belleville le 7 septembre et installe son bivouac au village de La Sauvagère, dans les landes de Bouaine, près de Vieillevigne,, afin d'attendre les renforts de ses divisions. Cependant, peu de forces viennent le rejoindre.

## Forces en présence
D'après Crouzat, le camp de La Roullière dispose de 1 500 hommes à la date du 5 juin, puis de 5 794 le 23. Le 7 août, Jacob déclare n'avoir que 500 hommes. Dans son rapport rédigé le 10 septembre au Comité de salut public, le représentant en mission Pierre-Joseph Lion écrit que, d'après les indications de Jacob, au moment de l'attaque le camp de la Roullière disposait de 620 hommes armés et d'environ 200 de la réquisition sans armes,,,. Le maréchal des logis Chapuis écrit pour sa part dans une lettre à sa mère le 11 septembre, que la garnison était encore de 1 700 hommes au matin de l'attaque, mais que 1 100 avaient ensuite été détachés pour être envoyés à Montaigu et qu'il ne restait plus que 600 hommes à La Roullière, dont 300 sans armes « tous des nouvelles levées du Berry, une partie malade », tandis que « presque tous les officiers étoient à la comédie à Nantes ». Le général Jacob n'arrive au camp que peu de temps avant le début des combats « en joyeuse compagnie de dames nantaises »,. D'après le rapport de Lion, lorsque le camp a été surpris, la plupart de ses officiers étaient à Nantes et Jacob ne venait lui-même « que d'en arriver avec deux concubines qu'il avait dans sa tente lorsque le camp a été attaqué ».
Les troupes républicaines sont constituées de volontaires du Berry,, de gardes nationaux nantais, de quelques hussards, de 112 hommes d'un bataillon de volontaires de la réserve et de 280 hommes du 7e bataillon de volontaires de Paris, partis de Montaigu, et arrivés à La Roullière seulement une demi-heure ou une heure avant le combat,,. 
Les forces vendéennes sont quant à elles de 800 hommes, dont 120 à 130 cavaliers, selon le représentant Lion et de 3 000 hommes d'après Barbier, officier du 7e bataillon de volontaires de Paris,. Les sources royalistes ne donnent pas d'estimations mais s'accordent sur le « petit nombre » des hommes de l'armée de Charette. L'historien Lionel Dumarcet donne une estimation de 1 500 à 2 000 hommes. La troupe est constituée de la division du Pays de Retz, commandée par Delaunay en l'absence de Guérin, de la division de Vieillevigne, commandée par Du Lac ou Duluc, de deux compagnies de chasseurs commandées par Le Moëlle et d'une cavalerie commandée par Prudent de La Robrie.

## Déroulement
Le 8 septembre, à onze heures du matin, les Vendéens se mettent en route et arrivent cinq heures plus tard au village du Taillis, au sud de la Roullière. Malgré la faiblesse de ses forces, Charette décide de lancer l'assaut. Il fait une courte harangue, affirmant que le camp n'est défendu que par des « Nantais et des pantalons de soie aux portefeuilles bien garnis », et promet que « tout le butin » ira à ses hommes. De l'eau-de-vie est distribuée pour donner du courage aux combattants.
Dissimulés derrière les haies, les Vendéens s'approchent silencieusement du camp de La Roullière, sans donner l'alerte,. Des soldats isolés trouvés dans les vignes et les sentinelles des trois premiers avant-postes sont tués à l'arme blanche,. À quatre heures et demie, les Vendéens font irruption dans le camp sans avoir tiré un coup de feu,. Les républicains sont complètement pris par surprise et beaucoup sont tués ou prennent la fuite avant de pouvoir se saisir de leurs armes, en faisceaux,. Les 112 hommes du bataillon de réserve, tenant la droite du camp, s'enfuient sans opposer la moindre résistance,.
Les républicains se replient en déroute en direction de Nantes. Seules quelques troupes, dont le 7e bataillon de Paris, opposent une certaine résistance pour couvrir la retraite,. Les cavaliers vendéens mènent alors une charge, peut-être déguisés en hussards, ce qui aurait surpris les fantassins républicains,. La déroute devient alors totale et les fuyards sont sabrés jusqu'aux abords de Nantes.
Le général Boucret, commandant de la place de Nantes, sort alors de la ville avec un bataillon de la Haute-Sarre et 100 cavaliers. Il rallie Jacob et une partie des fuyards et propose de lancer une contre-attaque, ce que Jacob refuse, car ses troupes n'ont plus de munitions. Les républicains se replient alors sur Nantes.

## Pertes
Le lendemain des combats, le Comité de surveillance de la société populaire de Nantes écrit au Comité de salut public et au Comité de sûreté générale que 300 hommes ont été tués lors de l'attaque du camp. Dans son rapport adressé au Comité de salut public le 10 septembre, le représentant en mission Lion indique également que les pertes républicaines sont d'environ 300 hommes d'après Jacob,,. Dans une lettre adressée à sa mère, Chapuis, maréchal des logis au 7e bataillon de Paris, évoque au moins 200 tués,. Dans un autre courrier, Barbier affirme que le 7e bataillon de volontaires de Paris déplore 70 tués sur un effectif de 280 hommes et que l'hôpital regorge de blessés,,,. Dans ses mémoires, l'officier vendéen Pierre-Suzanne Lucas de La Championnière écrit que : « Ce ne fut qu'une boucherie jusqu'aux portes de Nantes ». 
D'après le maréchal des logis Chapuis, les républicains perdent également deux barriques de cartouches que le général n'a pas voulu faire distribuer le matin, 600 fusils et 15 paires de bœufs,.
Le bilan des pertes vendéennes est inconnu, mais il est nettement inférieur.

## Conséquences
Après leur victoire, les Vendéens mettent le feu aux tentes du camp, renversent l'arbre de la liberté, et s'en retournent dès le lendemain à Belleville-sur-Vie,,.
Le général Jacob parvient à s'enfuir, ainsi que ses « dames nantaises », mais il est dénoncé au Comité de salut public par la société de Saint-Vincent-la-Montagne. Le 11 octobre, il est suspendu et mis aux arrêts sur ordres des représentants en mission Dornier, Guyardin et Auger « considérant qu'il résulte des renseignements acquis que la cause première et principale de cet échec est la négligence du général Jacob, qui commande le camp, son absence fréquente et presque habituelle de son poste, pour se livrer à la dissipation et aux plaisirs dans la ville de Nantes »,. Il reste 18 mois et 20 jours en prison sans être jugé. Finalement, sur recommandation du général Canclaux, le Ministre de la guerre Aubert du Bayet lève sa suspension le 14 ou le 17 mars 1796 et l'autorise à prendre sa retraite, bien qu'il ne soit alors âgé que de 30 ans,. Cependant Jacob se compromet dans l'affaire du camp de Grenelle, lors de la conjuration des Égaux, animée par Gracchus Babeuf. Condamné à mort, il est fusillé le 9 octobre 1796.